# Воронежский областной литературный музей имени И. С. Никитина
Воронежский областной литературный музей им. И. С. Никитина является одним из важных культурных центров Воронежа и всего региона. Музей входит в систему подведомственных Управлению культуры и туризма Воронежской области учреждений.
Размер музейного собрания превышает 25000 единиц хранения. Основные направления деятельности музея — собирание, хранение, экспонирование и пропаганда материалов о писателях, культурного и литературного наследия края. Сотрудники музея ведут активную научно-исследовательскую и научно-просветительскую работу. Возглавляет учреждение Деркачева Светлана Анатольевна.

## История музея
Литературный музей был учрежден в Воронеже согласно решению Воронежского областного совета трудящихся от 14 июня 1922 г. Директором музея стал профессор Воронежского государственного университета Алексей Михайлович Путинцев. Музей разместился в доме знаменитого воронежского поэта
Ивана Саввича Никитина. В годы Великой Отечественной войны здание серьёзно пострадало. После освобождения Воронежа дом был восстановлен в подлинном виде. В 1984 году музей получил в своё распоряжение здание «Магистрата» — памятник архитектуры XVIII века (построено в конце 1769-х — начале 1770-х гг. как жилой дом купца-фабриканта С. А. Савостьянова). В том же году там была открыта экспозиция «А. В. Кольцов». В 1994 году музей получил своё современное название «Воронежский областной литературный музей им. И. С. Никитина» (постановлением Администрации Воронежской области от 30 мая 1994 г. № 683). С этого же года в состав музея входит усадьба Д. Веневитинова. В 1995 году в здании «Магистрата» была открыта экспозиция «И. А. Бунин», в 1999 г. — экспозиция «А. П. Платонов». В 2005 г. у литературного музея появился новый филиал — «Музей-квартира М. Н. Мордасовой». К 2009 году, который был объявлен в Воронежской области Годом А. В. Кольцова, в «Воронежском областном литературном музее им. И. С. Никитина» были обновлены и расширены существующие экспозиции и открыты новые (в здании «Магистрата»): «Великая Отечественная война в литературе края», «Поэты и писатели XX века», «А. И. Эртель», «Поэт С. Н. Марин — герой Отечественной войны 1812 г.» и интерактивная экспозиция для младших школьников и старших групп детских садов «Русская народная и литературная сказка».
В разные годы директорами музея были писатели Е. Г. Новичихин и В. В. Будаков.

## Современная структура Воронежского областного литературного музея им. И. С. Никитина
- Здание «Магистрата» (ул. Плехановская,3). Здесь размещается Администрация музея и основные экспозиции:
  - «Алексей Васильевич Кольцов»
  - «Андрей Платонович Платонов»
  - «Русская народная и литературная сказка»
  - «Великая Отечественная война в литературе края»
  - «Поэты и писатели XX века»
  - «Александр Иванович Эртель»
  - «Поэт С. Н. Марин — герой Отечественной войны 1812 г.»
  - «Осип Эмильевич Мандельштам»
- Дом-музей И. С. Никитина (ул. Никитинская, д. 19 А).
- Дом-музей И. А. Бунина (Пр. Революции, д. 3)
- Дом Тюриных (ул. Никитинская, д. 22). Дом сестры Ивана Саввича Никитина.
- Музей-усадьба Д. Веневитинова (Воронежская область, Рамонский район, с. Новоживотинное, ул. Школьная, д. 18).
- Музей-квартира М. Н. Мордасовой (пл. Ленина, д.9, кв. 32).